# فتيات شارع الثورة
فتيات شارع الثورة (بالفارسية: دختران خیابان انقلاب) هوَ لقبٌ أُطلقَ على سلسلة من الاحتجاجات ضد الحجاب الإلزامي في إيران. تم استيحاء هذه الاحتجاجات من فيدا موحد (بالفارسية: ویدا موحد) وهي شابة إيرانية عُرفت في الداخل الإيراني وفي بعضِ وسائل الإعلام باسم فتاة شارع الثورة (بالفارسية: دختر خیابان انقلاب) وذلكَ بعدما اعتلت صندوقًا ضخمًا نوعًا ما في وسط حشود غفيرة من البشر في شارع الثورة في العاصمة طهران يوم 28 كانون الأول/ديسمبر 2017 ونزعت حجابها الأبيض ثم رفعته فوق عصًا طويلة ولوحت به للأعلى. اعتُقلت فيدا موحد في نفس اليوم، ثم أُطلق سراحها بشكل مؤقت وذلك بعد دفع كفالة يوم 28 كانون الثاني/يناير عام 2018 بعد مضي شهر على الحادثة. يعتقد البعض أن ما فعلته موحد يرجع بالأصل إلى الدعوة التي أطلقتها الصحفية الأمريكية ذات الأصول الإيرانية ومقدمة البرامج في محطة صوت أمريكا مسيح علي نجاد تحت عنوان «أيام الأربعاء البيض»، والتي بدأت في مطلع عام 2017 حيث صادف وقوع احتجاج ويدا موحد يوم الأربعاء، كما أنها كانت ترتدي حجابًا أبيض اللون. سارت على خطا موحد في الاحتجاج ضد الحجاب الإلزامي التي تفرضه الحكومة الإيرانية عدة نساء آخريات قمن بنشر صورهنّ على مواقع التواصل الاجتماعي وأصبحت هؤلاء النساء معروفات بلقبهنّ الشهير «فتيات شارع الثورة». أدعت بعض المشاركات في هذه الحملة الاحتجاجية أنهن لم يتبّعن دعوة مسیح علي نجاد.

## العقوبة
تمّ فرض حكم الشريعة الإسلامية في إيران بعدَ الثورة الإسلامية، وتنصّ المادة 638 من «قانون العقوبات الإسلامي» على ما يُسمى بالجزاءات الرادعة وهي العقوبة التي تُفرَضُ على النساء اللواتي لا يرتدين الحجاب. تصلُ العقوبة إلى السجن ما بين عشرة أيام حتّى شهرين و/أو دفع غرامة مالية بقيمة 50,000 حتّى 500,000 ريال إيراني. تنصّ المادة رقم 639 من نفس القانون – وهو نفسه القانون الذي جرى بموجبه اعتقال بعض المحتجَّات – على:

## خلفيّة
قبل الثورة الإسلامية عام 1979 وفي عهد محمد رضا بهلوي آخر شاه لإيران لم يكن الحجاب إجباريًا، حيث ارتدت بعض النساء الإيرانيات في تلك الفترة نوعا من الحجاب الذي يُعرف بالشادور. أصبحَ الحجاب بعد الثورة الإسلامية في عام 1979 تدريجيًا إلزاميًا، حيث أعلنَ روح الله الخميني في ذات العام أنهُ يجبُ على المرأة مراعاة الزيّ الإسلامي. أثارَ بيانهُ هذا مجموعةً من التظاهرات الصغيرة لكنّ الحكومة عادت وأصلحت الوضع عندمَا أكّدت على أن بيان الخميني كان مجرد توصية ليس إلَّا.
أصبحَ الحجاب إلزاميًا على جميع النساء في المكاتب والهيئات الحكومية والعامة عام 1980، ثم غدا فيما بعد إجباريًا على جميع النساء عام 1983. صدرَ عام 2014 مسحٌ أجراهُ مكتب الرئيس حسن روحاني وأظهرَ أن 49.8% من الإيرانيين ضد إجبار النساء على ارتداء الحجاب. قام مركز الدراسات الدولية والأمنية في ولاية ماريلاند (يُعرَف اختصارًا بـ CISSM) بعد ذلك بأربع سنوات وبالتحديد في 2 شباط/فبراير من عام 2018 بإجراء استطلاع رأي أظهرَ أن بعض الإيرانيين يوافقون على «تغيير النظام السياسي الإيراني أو على الأقل استبعاد الشريعة الإسلامية من الحياة السياسيّة».
تُعدّ إيران في الوقت الحالي البلد الوحيد في العالم الذي يطلبُ من النساء غير المسلمات ارتداء الحجاب عندَ دخول البلد، فعلى سبيل المثال لا الحصر تمّ منع موسيقيّة صينية في كانون الثاني/يناير 2018 من أداء حفل غنائي لها بسبب رفضها لارتداء الحِجاب.

## الخط الزمني

### كانون الأول/ديسمبر 2017

#### 28 كانون الأول/ديسمبر
بدأ الإيرانيون في 28 كانون الأول/ديسمبر 2017 في تبادل صور ومقاطع فيديو تُظهر موفيد وهي تُلوّح بحجابها عاليًا ثم سرعان ما انتشرَ هاشتاج #أين_هي_فتاة_شارع_الثورة (بالفارسية: #دختر_خیابان_انقلاب_کجاست) على مُختلف وسائل التواصل الاجتماعي. بعد عدّة أيام خرجَت الناشطة الحقوقية نسرين ستوده – التي اعتقلها النظام الإيراني هي الأخرى من قبل – عن صمتها وبدأت تحقيقًا مفصلًا للبحث عن مكان الشابة ثم توصَّلت في وقتٍ لاحقٍ إلى أنّ السلطات الإيرانية قد ألقت القبض على الشابة موفيد (31 سنة) جنبًا إلى جنب مع ناشط حقوقي آخر (19 سنة) لم يُعرف اسمه.

### كانون الثاني/يناير 2018

#### 28 كانون الثاني/يناير
بحلول 28 كانون الثاني/يناير 2018 ووفقًا للمحامية نسرين سوتوده التي تولَّت التحقيق في القضيّة فإنّ السلطات قد أفرجت عن فيدا موفيد إفراجًا مؤقتًا بعد دفعها لكفالة.

#### 29 كانون الثاني/يناير
ألقت الشرطة الإيرانيّة في 29 كانون الثاني/يناير 2018 القبض على امرأةٍ في طهران بعد تكرارها لسيناريو احتجاج موفيد من خلال الوقوف على نفس الجِسم في شارع الثورة ثمّ نزع حجابها الأبيض وتعليقه على عصا. نُشرت صورٌ لما قامت بهِ السيّدة على وسائل مواقع الاجتماعي ثم سرعانَ ما قامت ثلاث نساء أخريات بنفس ما قامت به موفيد من قبل.

#### 30 كانون الثاني/يناير
وفقا للناشطة والمحاميّة الإيرانيّة نسرين سوتوده فإنّ المرأة الثانية التي تمّ اعتقالها في 29 كانون الثاني/يناير 2018 هي نرجس حسيني (بالفارسية: نرگس حسینی) ذات الـ 32 سنة. بدأَ عددٌ من الرجال والنساء في 30 كانون الثاني/يناير 2018 احتجاجًا على إلزامية ارتداء الحجاب من خلال تِكرار الإيرانيات لما فعلتهُ نساءٌ قبلهنّ؛ ليسَ فقط في طهران بل في مدن أخرى بما في ذلك المدن الرئيسية أمثال أصفهان وشيراز.

### شباط/فبراير 2018

#### 1 شباط/فبراير
ذكرّ المتحدث باسم الشرطة الإيرانية في 1 شباط/فبراير 2018 اعتقال 29 سيّدة بتهمة خلع الحجاب في أحد الأماكن العامة.

#### 2 شباط/فبراير
أكّدت نسرين سوتوده محاميّة نرجس حسيني أنّ الأخيرة لم تكن قادرة على دفع غرامة مالية قدرها 135.000 دولار أمريكي، وعليه فهي تُواجه احتمالية حكمٍ بالسجن لمدة 10 سنوات مع 74 جلدة بتهمٍ من بينها ارتكاب «أفعال آثمة» علنًا.

#### 15 شباط/فبراير
تم تداول صور جديدة وفيديو على وسائل التواصل الاجتماعي يُظهر امرأة أخرى تعيد احتجاجَ موفيد في شارع الثورة وذلك في 15 شباط/فبراير 2018. تبيّنَ فيما بعد أنّ السيدة هيَ عزام جنكروي (بالفارسية: اعظم جنگروی) وحسبَ ما وردَ على حسابها الرسمي في موقع إنستغرام فإنّ عزام عضوة في حركة الإصلاح الإيرانية وقد قامت بذلك احتجاجًا على إلزاميّة الحجاب.

#### 17 شباط/فبراير
أُفرجَ عن نرجس حسيني وعزام جنكروي بعد دفعهما لكفالة.

#### 21 شباط/فبراير
اعتُقلت شابّة إيرانية أخرى تُدعى شابرك سجري زاده (بالفارسية: شاپرک شجری زاده) وذلك بسبب احتجاجاها على الحجاب في 21 شباط/فبراير 2018 في منطقة قیطریه بالعاصمة، وأفاد شهود عيان عن قيام الشرطة بمهجامتها من الخلف واحتجازها.

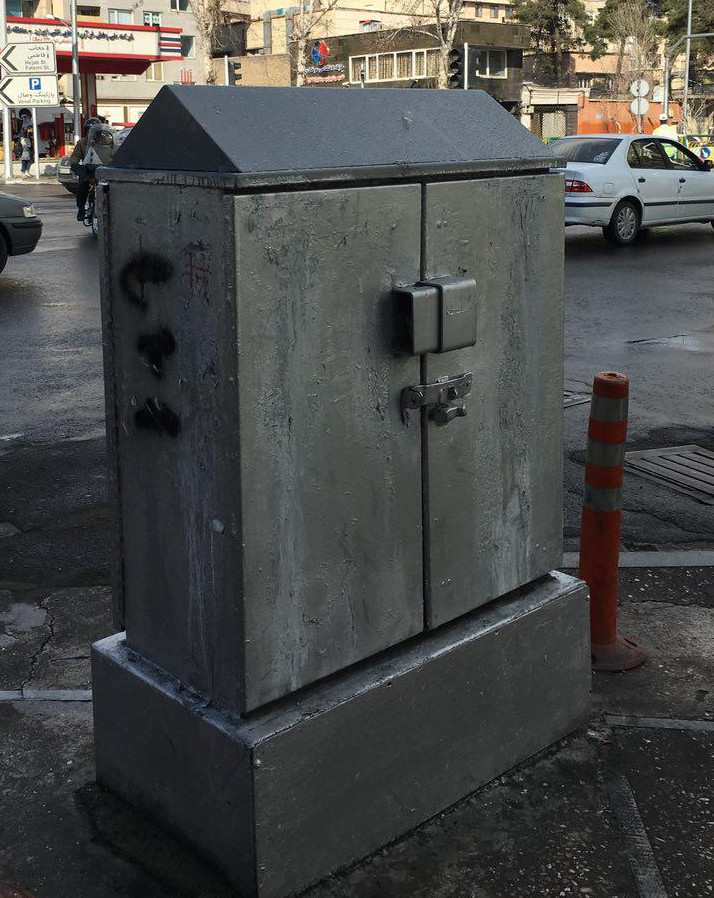
الجسم الحديدي الذي وقفت فوقه فيدا موحد وغيرها من المتظاهرات في شارع الثورة بطهران. يَظهرُ في الصورة مثلث حديث البناء تمّت إضافته على أعلى الجسم لمنع النساء من اعتلائه.

تُظهر الصور التي تمت مشاركتها على وسائل التواصل الاجتماعي قيام الحكومة ببناء هيكل جديد فوق المجسّم السابق لمنعِ النساء من اعتلائه والتظاهر فوقه. في السياق ذاته فقد أفادت بعضُ وكالات الأنباء أن فيدا التي احتجَّت فوق المجسم تواجهُ عقوبة سجنية لمدة سنتان بالإضافة إلى 18 سنة أخرى معَ وقف التنفيذ.

#### 22 شباط/فبراير
احتجت شابّة أخرى تدعى مريم شريعتمداري (بالفارسية: مریم شریعتمداری) على إلزامية الحجاب من خلال اعتلاء المجسم في شارع الثورة ونزعِ حجابها. طُوردت مريم من قِبل السلطات بعدما رفضت استدعاءً ثم ظهرت في وقتٍ لاحق بكسر في الساق يُرجَّح أن جنود النظام خلفه. تعرضت مريم أيضًا للضرب في الحجز، ثمّ أُطلق سراحها في وقت لاحق إطلاقًا مؤقتًا بكفالة.

#### 24 شباط/فبراير
ذكر شهود عيان أن امرأة أخرى تدعى همراز صادقي (بالفارسية: همراز صادقی) قد احتجت على إلزامية الحجاب يوم السبت الموافق لـ 24 شباط/فبراير 2018 ثم هوجمت فجأة من قبل قوة أمنية مجهولة كسرت ذراعها وألقت القبض عليها.

### تموز/يوليو 2018

#### 8 تموز/يوليو
اعتقلت السلطات الإيرانيّة في 8 تموز/يوليو عام 2018 شابة مراهقة تُدعى مديح حجبري وذلك بعد أن نَشرت مقاطع فيديو لها وهي ترقص على موسيقى غربيّة دون حجاب في حسابها على إنستغرام. أثار هذا الموقفُ جدلا كبيرًا حينها خاصّة أن حساب مديح هو حساب رائج ويحظى بمتابعة أزيد من 600.000 شخص. قامت عشرات الإيرانيات الأخريات بنشر عدة مقاطع لهنّ وهن يرقصن دونَ حجاب احتجاجًا على اعتقال حجبري وتضامنًا معها.

## ردود الفعل

### المحليّة
- وصف المدعي العام الإيراني محمد جعفر منتظري في 31 كانون الثاني/يناير 2018 الاحتجاجات بـ «التافهة والصبيانية التي يُحرَّض عليها من قبل الأجانب».[47]
- ذكر نائب رئيس البرلمان علي مطهري يوم 31 كانون الثاني/يناير 2018 أنه لا يوجد حجاب إلزامي في إيران لأن المرأة ترتدي ما يحلو لها.[48][49][50][51]
- علّق المتحدث باسم القضاء الإيراني غلام حسين محسني إيجائي في 4 شباط/فبراير 2018 على عثور الشرطة لدى بعض النساء المعتقلات على «مخدرات مُصطنعة»، كما توعَّد بزيادة عقوبتهن في حال ثبت أن الاحتجاجت كانت منظمة.[16]
- ذكرَ الرئيس حسن روحاني في 11 شباط/فبراير عام 2018 – تزامنًا مع الذكرى الـ 39 للثورة الإسلامية – أنهُ بموجب المادة 59 من الدستور فإنّ أي صراعات في المجتمع الإيراني يمكن حلها من خلال إجراء استفتاءات دستورية.[52]

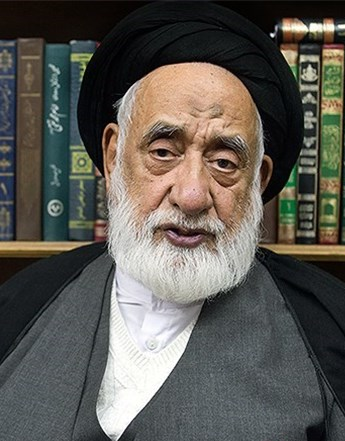
قال سيد مهدي العلامة الطباطبائي الشيعي بأن إجبار النساء على ارتداء الحجاب هو أمر مخالف للإسلام ويؤدي إلى ردة فعل معاكسة.

- حذرت الشرطة الإيرانية في 23 شباط/فبراير 2018 من الاستهتار بالحجاب كما أكّدت على أنّ العقوبة تصلُ إلى 10 سنوات سجنًا وفقًا للمادة 639 من القانون، كما أكدت في ذات البيان أن عملها هوَ التأكد من عدم خرق أي شخص للقانون.[54]

### الدولية
- دعت منظمة العفو الدولية في 24 كانون الثاني/يناير الحكومة الإيرانية إلى الإفراجِ عن النساء التي جرى اعتقالهنّ دون قيد أو شرط ثم دعت المنظمة في 2 شباط/فبراير 2018 الحكومة مرّة أخرى إلى الإفراج عن ستة من المدافعين عن حقوق الإنسان بما في ذلك شيما بابائي التي اعتُقلت في الأول من شباط/فبراير 2018.[55][56][57]
- الولايات المتحدة – قالت المتحدثة باسم وزارة خارجية الولايات المتحدة هيذر نويرت في 2 شباط/فبراير 2018 أن الولايات المتحدة تُدين الاعتقالات في صفوف المواطنات اللاتي ييتظاهرنَ ضد الحجاب الإلزامي كما أنّ الولايات المتحدة تدعم هؤلاء النساء.[58][59][60][61][62][63]
- أطلقت النساء من جميع أنحاء العالم في 6 شباط/فبراير 2018، حملةً على وسائل التوصل الاجتماعي مع هاشتاج #NoHijabDay وقامت النساء من خلال هذا الهاشتاج بحرق الحجاب تضامنًا مع النساء الإيرانيات اللاتي يُجبرنَ على ارتدائه.[64][65]
- طلبت هيومن رايتس ووتش على لسان سارة ليا ويتسون مديرة فرع الشرق الأوسط في المنظمة يوم 24 شباط/فبراير 2018 من الحكومة الإيرانية إسقاط كل التهم الموجهة ضد المحتجات.[36][38]
- اتصلَ 45 من أعضاء البرلمان الأوروبي يوم 28 شباط/فبراير 2018 بممثلة السياسة الخارجية في الاتحاد الأوروبي فيديريكا موغيريني للتعبيرِ عن دعمهم للمرأة الإيرانية ومناهضة سياسة الحجاب الإلزامية.[66][67]